# Publicité mensongère en droit français
 (février 2021).
Si vous disposez d'ouvrages ou d'articles de référence ou si vous connaissez des sites web de qualité traitant du thème abordé ici, merci de compléter l'article en donnant les références utiles à sa vérifiabilité et en les liant à la section « Notes et références ».
Pour un article plus général, voir Publicité mensongère.
En droit français, les  règles concernant  la publicité mensongère sont énoncées l'article L121-1 du code de la consommation (loi 2008-776 du 4 août 2008).

## Critères
I.- Une pratique commerciale est trompeuse si elle est commise dans l'une des circonstances suivantes : 
1° Lorsqu'elle crée une confusion avec un autre bien ou service, une marque, un nom commercial, ou un autre signe distinctif d'un concurrent ;
2° Lorsqu'elle repose sur des allégations, indications ou présentations fausses ou de nature à induire en erreur et portant sur l'un ou plusieurs des éléments suivants : 
a) L'existence, la disponibilité ou la nature du bien ou du service ;
b) Les caractéristiques essentielles du bien ou du service, à savoir : ses qualités substantielles, sa composition, ses accessoires, son origine, sa quantité, son mode et sa date de fabrication, les conditions de son utilisation et son aptitude à l'usage, ses propriétés et les résultats attendus de son utilisation, ainsi que les résultats et les principales caractéristiques des tests et contrôles effectués sur le bien ou le service ;
c) Le prix ou le mode de calcul du prix, le caractère promotionnel du prix et les conditions de vente, de paiement et de livraison du bien ou du service ;
d) Le service après-vente, la nécessité d'un service, d'une pièce détachée, d'un remplacement ou d'une réparation ;
e) La portée des engagements de l'annonceur, la nature, le procédé ou le motif de la vente ou de la prestation de services ;
f) L'identité, les qualités, les aptitudes et les droits du professionnel ;
g) Le traitement des réclamations et les droits du consommateur ;
3° Lorsque la personne pour le compte de laquelle elle est mise en œuvre n'est pas clairement identifiable.
II.- Une pratique commerciale est également trompeuse si, compte tenu des limites propres au moyen de communication utilisé et des circonstances qui l'entourent, elle omet, dissimule ou fournit de façon inintelligible, ambiguë ou à contretemps une information substantielle ou lorsqu'elle n'indique pas sa véritable intention commerciale dès lors que celle-ci ne ressort pas déjà du contexte. 
Dans toute communication commerciale constituant une invitation à l'achat et destinée au consommateur mentionnant le prix et les caractéristiques du bien ou du service proposé, sont considérées comme substantielles les informations suivantes : 
1° Les caractéristiques principales du bien ou du service ;
2° L'adresse et l'identité du professionnel ;
3° Le prix toutes taxes comprises et les frais de livraison à la charge du consommateur, ou leur mode de calcul, s'ils ne peuvent être établis à l'avance ;
4° Les modalités de paiement, de livraison, d'exécution et de traitement des réclamations des consommateurs, dès lors qu'elles sont différentes de celles habituellement pratiquées dans le domaine d'activité professionnelle concerné ;
5° L'existence d'un droit de rétractation, si ce dernier est prévu par la loi.
III.- Le I est applicable aux pratiques qui visent les professionnels.

## Peines possibles
Les pratiques commerciales trompeuses sont punies des peines prévues au premier alinéa de l'article L. 121-6 du code de la consommation. Il  prévoit deux ans d'emprisonnement accompagnés d'une amende de 300 000 euros.
L'amende peut être portée à 50 % des dépenses de la publicité ou de la pratique constituant le délit. 
Les dispositions de l'article L. 213-6 prévoyant la responsabilité pénale des personnes morales sont applicables à ces infractions.
Modifié par Ordonnance n°2000-916 du 19 septembre 2000 - art. 3 (V) JORF 22 septembre 2000 en vigueur le 1er janvier 2002
Sera puni d'un emprisonnement de deux ans ou plus et d'une amende de 37 500 euros au plus ou de l'une de ces deux peines seulement quiconque, qu'il soit ou non partie au contrat, aura trompé ou tenté de tromper le contractant, par quelque moyen ou procédé que ce soit, même par l'intermédiaire d'un tiers :
1° Soit sur la nature, l'espèce, l'origine, les qualités substantielles, la composition ou la teneur en principes utiles de toutes marchandises ;
2° Soit sur la quantité des choses livrées ou sur leur identité par la livraison d'une marchandise autre que la chose déterminée qui a fait l'objet du contrat ;
3° Soit sur l'aptitude à l'emploi, les risques inhérents à l'utilisation du produit, les contrôles effectués, les modes d'emploi ou les précautions à prendre.